# Cazaci de pe Ural

## Cazacii de pe Ural

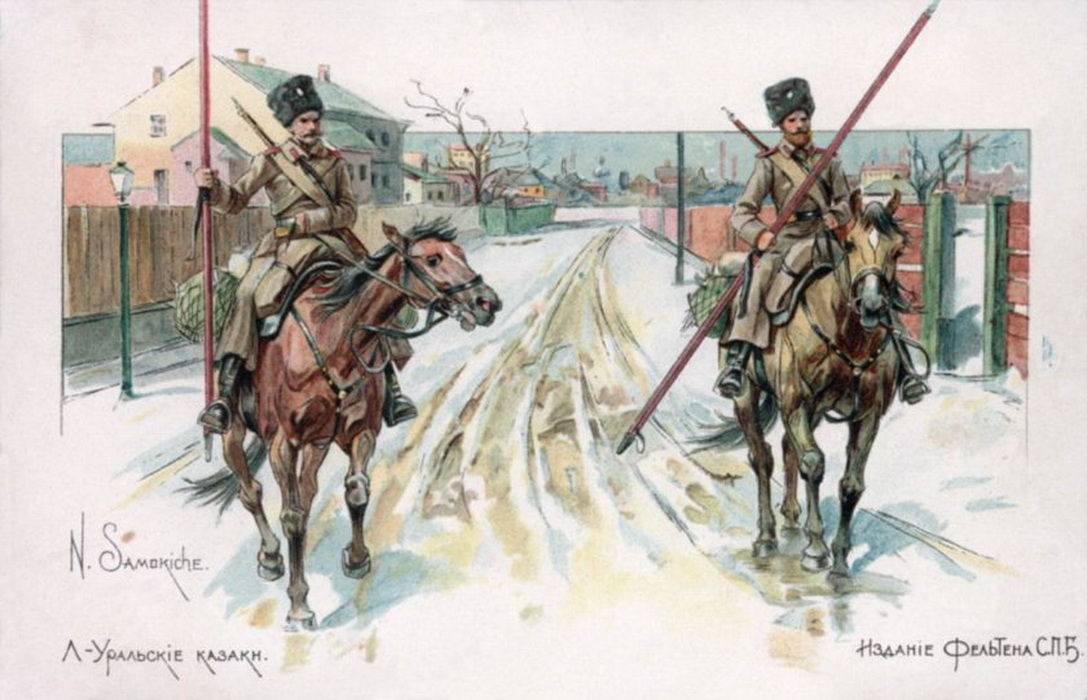
Cazacii de pe Ural, pictură de Nicolai Semionovici

Cazacii de pe Ural (în rusă: Уральские казаки, între 1775 - 1917 - Cazacii de pe Iaik) au fost un grup de cazaci din Imperiul Rus, al doilea ca vechime din rândul trupelor de cazaci. Ei s-au așezat în vestul regiunii Urali, (în zilele noastre nord-vestul Kazahstanului și sud-estul regiunii Orenburg), pe cursul mijlociu al râului Ural (numit până 1775 – Yaik Яик). Cartierul general al cazacilor de pe Iaik a fost orașul Uralsk  (numit până în 1775 Iaițk). Ziua de sărbătoare a cazacilor de pe Ural a fost 21 noiembrie (8 noiembrie stil vechi), ziua Sfântului Mihail. 

## Istoric

### Istoria timpurie
Primele comunități libere ale cazacilor de pe Ural au fost fondate în secolul al XV-lea pe râul Iaik. Conform tradiției, comunitățile căzăcești de pe Iaik au fost formate, ca și în cazul cazacilor de pe Don, de emigranți din Rusia. Ocupațiile lor de bază au fost pescuitul, extragerea sării și vânătoarea. Comunitatea era condusă de sfatul care era convocat în orașul Iaițk, (pe cursul mijlociu al râului Iaik). Toți cazacii aveau dreptul pentru repartizarea unor loturi de pământ „pe suflet de om” (funcție de numărul de membri ai familiei) și să participe la alegerea atamanilor și a membrilor sfatului. 
O legendă istorică, amintită în toate studiile cu privire la cazacii de pe Ural, afirmă că în perioada secolelor al XV-lea – al XVI-lea ei nu aveau familii permanente. Cazacii își aduceau „neveste” răpite în timpul raidurilor, iar atunci când se plictiseau de ele, le alungau, pentru a „face rost” de altele „noi”. Obiceiul acesta a fost abandonat, după cum se spune, după ce Vasili Gugnia a fost ales primul ataman. El a refuzat să-și abandoneze soția, (pe care se pare că răpise într-un raid împotriva nogailor). Este foarte probabil ca această legendă să aibă un sâmbure de adevăr. Până în secolul al XIX-lea, tinerii cazaci aprindeau lumânări în biserică lumânări în memoria bunicii lui Gugnia.  
Din a doua jumătate a secolului al XVI-lea, guvernul rus i-a atras pe cazaci în activitățile de apărare a frontierei de sud-est și de continuare a colonizării militare, permițându-le să-i adăpostească pe țăranii fugiți de pe moșiile latifundiarilor ruși. În 1718, guvernul a numit atamanul și adjunctul acestuia, iar acei cazaci care fuseseră declarați fugari de pe moșii au primit ordin să se întoarcă la stăpânii lor. În 1720, cazacii s-au revoltat,  opunându-se ordinelor de reîntoarcere pe moșii a fugarilor și de numire directă de către autoritățile țariste a liderilor locali. În 1723, revolta cazacilor a fost înăbușită în sânge, liderii acesteia au fost executați, iar autoguvernarea abolită definitiv. După acest moment a urmat scindarea dintre conducerea militară a cazacilor și cazacii de rând. Dacă primii doreau garantarea pozițiilor de conducere, masa cazacilor dorea reîntoarcerea la autoguvernarea tradițională. Începând cu anul 1748 a fost introdusă organizarea militară a cazacilor în șapte regimente, iar vechile tradiții și-au pierdut valoarea în cele din urmă.

### Răscoala lui Pugaciov
Nemulțumirile cazacilor legate de noile ordine au provocat rebeliunea cazacilor de pe Iaik din 1772 și au dus la participarea lor la războiul țărănesc din 1773 – 1775 (Răscoala lui Pugaciov). Se știu puține lucruri în legătură cu revolta cazacilor din 1772, în schimb răscoala lui Emelian Pugaciov este bine documentată. Despre răscoala din 1772 amintește Pușkin  în cartea sa „Fiica căpitanului”. În ianuarie 1772, generalul maior von Traubenberg și trupele de sub conducerea atamanului Durnovo au sosit în orașul Uralsk (Iaițk). Generalul a trecut la judecarea unui mare număr de infracțiuni, care erau puse în sarcina cazacilor, și a ordonat biciuirea celor găsiți vinovați. Nu se știe cu siguranță dacă acest tratament aspru sau sosirea trupelor guvernamentale a fost scânteia care a aprins revolta. Cert este că generalul a fost literalmente rupt în bucăți, iar soldații atamanului Toamboțev, care au încercat să-l apere pe general, au fost uciși..
În mai 1772, guvernatorul Orenburgului, generalul-maior Reinson, a organizat o forță expediționară pentru înăbușire revoltei.  Trupele de represiune au reușit să-i învingă pe răsculați, care au fost judecați pe 6 iunie 1772. Răsculații și liderii lor au fost torturați și executați. Răsculații au fost rupți în patru, li s-au tăiat limbile, nasurile sau urechile, sau au fost arși cu fierul roșu pe frunte. 
În acea perioadă, regiunea era foarte slab populată. De aceea, numeroși răsculați au reușit să se ascundă la ferme izolate. Împărăteasa Ecaterina a emis, după înăbușirea revoltei, un ukaz prin care a interzis reorganizarea cazacilor din regiune în conformitate cu obiceiurile strămoșești. De asemenea, pentru prevenirea unor revolte viitoare, în capitala ținutului a fost încartiruită o garnizoană permanentă, condusă de locotenent-colonelul Simonov și de căpitanul Andrei Prohorovici Krîlov, tatăl viitorului fabulist Ivan Andreevici Krîlov.
Răscoala din 1773 a fost practic continuarea celei din 1772. Represiunile nu au reușit decât să adâncească nemulțumirile cazacilor, care au reizbucnit, ceea ce a dus la un război de trei ani. Cazacilor li s-au adăugat de această dată și numeroși „străini”: bașchiri, cazahi și mulțimi uriașe de țărani ruși. În regiune au început să circule zvonuri conform cărora țarul Petru Fiodorovici nu a murit și nu a fost îngropat, ci a supraviețuit asasinatului pus la cale de țarina Ecaterina a II-a, s-a refugiat în zonă și caută ajutor pentru recucerirea tronul. Emelian Pugaciov, un cazac mărunt, dezertor din trupele imperiale, s-a autoproclamat „țarul Petru Fiodorovici” și a declarat că va rezolva toate plângerile, va asigura cazacilor libertatea absolută și, după detronarea țarinei, o va obliga să se retragă într-o mănăstire. Cazacii, în special cei care se refugiaseră în fermele izolate după rebeliunea din 1772, este foarte probabil să fi știut cu siguranță cine era Pugaciov, dar așteptau doar un pretext pentru a se răscula din nou, iar apariția impostorului nu a făcut decât să le ofere ocazia necesară. 
Prima acțiune a răsculaților lui Pugaciov a fost marșul început pe 17 septembrie 1773 din postul de graniță Budarinskogo, (astăzi satul Budarino din vestul Kazahstanului) împotriva orașului Iaițk. Cei cam 200 de răsculați, deși nu cucerit orașul, au reușit să câștige sprijinul trupelor trimise împotriva lor, care au fraternizat cu ei. Cazacii, sprijinitori ai „Înălțimii Sale împăratul Petru”, principala forță armată a lui Pugaciov, au obținut sub conducerea acestuia un număr de victorii, cucerind o serie de fortificații și așezări, uneori fără luptă. După șase luni de la declanșarea marșului, răsculații au asediat fără succes orașul Orenburg. În tot acest timp, armata impostorului Pugaciov și-a mărit efectivele în mod neîncetat prin recrutarea a numeroși țărani, muncitori din regiunea Uralilor, bașchiri, tătari, calmîci sau kazahi. În noiembrie, cazacii conduși de Andrei Ovcinnikov și Ivan Zarubin au fost zdrobiți de trupele aflate sub comanda generalui-maior Kara. 
În acest timp, trupele de sub comanda atamanului Mihail Tolkacev au declanșat asediul fortăreței „Sfântul Arhanghel Mihail” din Iaițk. La începutul lunii ianuarie 1774, aici a ajuns și atamanul Ovcinnikov, iar în scurtă vreme a sosit chiar Pugaciov. El a preluat conducerea asediului fortăreței, dar după asaltul eșuat de pe 20 ianuarie, Pugaciov s-a reîntors la trupele de lângă Orenburg. La sfârșitul lunii ianuarie, Pugaciov s-a reîntors la Iaițk. Cazacii, dornici să-l lege mai strâns pe Pugaciov de interesele lor, l-au căsătorit pe „țar” cu o căzăcioacă tânără, Ustina Kuznețova. După ce s-a instalat în casa atamanului A. N. Borodin din Uralsk, el a convocat sfatul soldaților, în timpul căruia au fost aleși atamanul oastei Nikita Karaghin și adjuncții acestuia: Afanasie Perfiliev și Ivan Fofanov. În aceeași lună, atamanul Ovcinnikov a întreprins un marș în regiunea cursului mijlociu al râului Iaik, în orașul Gurîev, unde au cucerit kremlinul (citadela) orașului, a câștigat pradă bogată și și-a mărit efectivele trupelor cu noi cazaci răzvrătiți. 

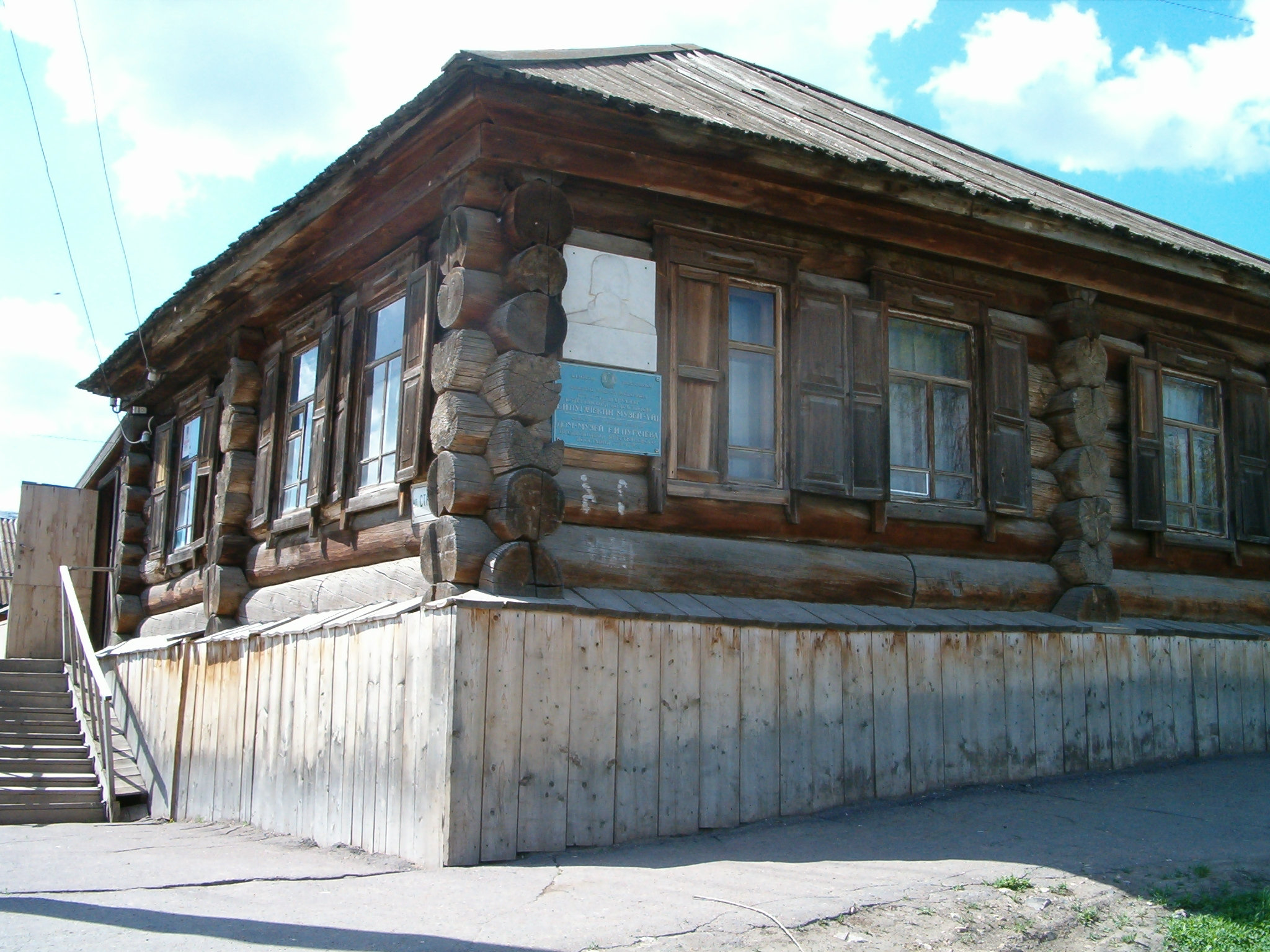
Casa lui Kuznețov, socrul „țarului” Pugaciov, transfotmaată în muzeul liderului războiului țărănesc

Trupele generalului P. M. Golițin au provocat în martie 1774 în apropierea fortăreței Tatișcevoi o înfrângere grea răsculaților. Pugaciov a plecat spre așezarea Berdsk. A reușit să se retragă până în cetate cu ajutorul răsculaților conduși de Ovcinnikov. În fruntea a trei sute de cazaci, Pugaciov a rupt încercuirea trupelor guvernamentale și s-a refugiat în Nijneozernoe. În aprilie 1774, cazacii conduși de Ovchinnikov și Dehtiarev s-au confruntat la porțile orașului Iaițk cu trupele generalului Pavel Mansurov. În lupta de pe 15 aprilie, Pugaciov a suferit o înfrângere grea. Printre sutele de cazaci care au pierit în luptă a fost și atamanul Dehtiarev. După această înfrângere, cazacii sub comanda lui Ovcinnikov s-au separat de cei ai lui Pugaciov și s-au îndreptat prin stepă spre Magnitogorsk. Urmărit neîntrerupt de trupele guvernamentale conduse de Ivan Mihelson, cazacii și-au pierdut conducătorii, care au murit în luptă sau au fost luați prizonieri, (așa cum a fost Ivan Zarubin). Deși armata cazacilor a fost doar o mână de luptători, și-a refăcut efectivele cu mii de țărani care li s-au alăturat.  
Fiind îngrijorată de durata rebeliunii, Ecaterina cea Mare a trimis împotriva răsculaților trupele de pe granița cu Imperiul Otoman de sub comanda generalului Alexandr Suvorov. Suvorov a câștigat o serie de lupte, iar liderii cazacilor au luat hotărârea să încerce să obțină iertarea împărătesei, predându-l în schimb pe Pugaciov. Suvorov l-a interogat personal pe impostor, după care l-a transportat la Moscova, unde a fost închis pentru o vreme. Principalii colaboratori ai lui Pugaciov din rândurile cazacilor de pe Iaik – Ivan Zarubin, Perfiliev, Maxim Șigaev – au fost executați alături de liderul lor. După înăbușirea răscoalei, împărăteasa Ecaterina a publicat un edict prin care, pentru ștergerea definitivă din memoria colectivă a rebeliunii cazacilor de pe Iaik, a schimbat denumirea orașului din Iaițk în Uralsk, respectiv a „cazacilor de pe Iaik” în „cazacii de pe Ural” și a anulat ultimele rămășițe ale autonomiei lor.

### Armata cazacilor de pe Ural
Autoritățile au  numit în fruntea cazacilor un ataman și un consiliu. Primul ataman numit a fost guvernatorul Astrahanului (1782), după care a urmat guvernatorulu Orenburgului. În 1868 a fost proclamat un nou „Statut temporar” al cazacilor de pe Ural, care prevedea ca armata să fie subordonată guvernatorului general (în fapt același ataman numit) al noii formate regiuni Ural. Teritoriul ocupat de cazacii de pe Ural cuprindea 7,06 milionae ha și a fost împărțit în trei subdiviziuni administrative, cu o pupulație (în 1916) de 290.000 de locuitori., dintre care peste 167.000 erau cazaci, trăitori în 480 de sate, uniți în 30 de stanițe. 42% dintre cazaci erau credincioși de rit vechi (staroverî). Exista un număr de cazaci calmîci, tătari, kazahi și bașchiri . Armata cazacilor de pe Ural a fost unită în 1908 cu cea a cazacilor de pe Ilek.
Este necesar să se amintească faptul că problema ritului vechi a fost totdeauna extrem de sensibilă în regiune. Din punct de vedere istoric, în perioada reformelor patriarhului Nikon, armata cazacilor de pe Iaik se bucura de o autonomie completă, iar din punct de vedere teritorial nu se aflau sub controlul  autorităților de la Moscova. Ca urmare, cazacii de pe Iaik și-au păstrat credința și riturile nealterate, așa cum au fost în secolele al XIV-lea –al XV-lea, când strămoșii lor s-au așezat în zonă. Majoritatea rebeliunilor și răscoalelor din secolul al XVIII-lea, și în special al XIX-lea, au fost legate în mare parte de eforturile guvernului pentru reformarea vieții spirituale a cazacilor din regiunea Uralilor. Unul dintre motivele revoltelor împotriva ordinelor de extrădare a fugarilor din regiunea Ural a fost dorința de ocrotire a coreligionarilor care fugiseră de persecuțiile religioase din Rusia în regiuni îndepărtate, precum cea a râului Iaik. La fel ca toți ceilalți credincioși de rit vechi, cazacii se fereau ca numele lor să apară în orice fel de documente oficiale, inclusiv în documente de identitate și se opuneau purtării de uniforme. Un exemplu în acest sens este așa-numitul „banchet Kocikin”, agitațiile din 1803 legate noile uniforme ale trupelor. Atunci când guvernatorul general al Orenburgului, Volkonski, a aflat că membrii armatei cazacilor refuză să îmbrace noua uniformă, care ar fi purtat „semnele Antihristului”, a trimis un batalion de soldați guvernamentali sub comanda unui anume Kocikin. Acesta a aplicat pedepse foarte aspre cazacilor răzvrătiți: în plină iarnă, aceștia au fost biciuiți și au fost ținuți dezbrăcați în ger. Numai după introducerea așa-numitului „crez comun” și acordarea preoților din rândurile cazacilor de către biserica oficială a permisunii de slujire în conformitate cu regulile și cărțile sfinte ale ritului vechi, s-a instaurat o perioadă de calm relativ. 
Distrugerea mânăstirilor de rit vechi de la mijlocul secolului al XIX-lea a dus la scindarea spirituală a cazacilor. Pe când unii dintre ei au trecut la adventism, alții devenit credincioși ortodocși. Cu toate aceste, după cum aveau să recunoască chiar  și autoritățile, o bună parte a cazacilor de pe Ural a rămas credincioasă ritului vechi. După publicarea decretului din 1905 „Cu privire la începutul introducerii toleranței religioase”, după reînființarea Mitropoliei de rit vechi, numeroși cazaci de pe ural s-au reconvertit în masă de la ortodoxia oficială la credința de rit vechi.
Pescuitul a fost principala ocupație a cazacilor de pe Ural, ea asigurând bunăstarea comunităților locale. Bancurile de sturioni asigurau o recoltă bogată de icre negre. Cazacii construiau stăvilare (uciug) pentru prinderea peștelui, făcute la început din bușteni și nuiele, iar mai târziu din vergele de fier. Aceste stăvilare prindeau peștele de mari dimensiuni, care încerca să urce spre izvoarele Uralului, lăsând să treacă doar puietul. Plasarea de uciuguri pe cursul râului a fost una dintre privilegiile cele mai importante și mai vechi ale cazacilor de pe Ural, confirmate printr-o serie de ucazuri. Zonele dintre stăvilare era păzite de cazaci înarmați. Regulile prinderii peștelui au fost scrise până la cele mai mici detalii. Erau stabilite sezoanele de iarnă, primăvară și iarnă, perioadele de prohibiție din timpul depunerii icrelor. În perioada de prohibiție se interzicea folosirea clopotelor bisericilor, chiar și a celor mai depărtate de cursul râului. Cazacii erau conștienți că prosperitatea comunităților lor depindea în mod hotărâtor de pește și de aceea respectau cu strictețe regulile, care facilitau de fapt înmulțirea sturionului. Peter Simon Pallas nota într-una dintre lucrările sale că principala ocupație a cazacilor este pescuitul, care este o activitate total reglementată de legi locale scrise. Pescuitul de pe Ural a fost binecunoscut în întreaga Rusie, iar aventurile pescarilor au fost descrise în scrierile unora precum Vladimir Dal,  Vladimir Korolenko, sau Konstantin Fedin. Regulile pescuitului sturionului pe Ural au fost sistematizate ultima oară de către ihtiologul N. A. Borodin – absolvent al Universității din Sankt Petersburg, pionier al reproducerii artificiale a sturionului în regiunea Caspicii. 
Creșterea cailor în fermele din stepă era o altă ocupație importantă a cazacilor. Agricultura era totuși slab dezvoltată. Deși lotul mediu pe familie era de 22 hectare, o bună parte a loturilor se aflau în zone indepărtate sau nu erau suficient de productive. 
Spre deosebire de alte trupele de cazaci, armata cazacilor de pe Ural nu dispunea de o rezervă. Serviciul militar era îndelungat, de la 19 la 41 de ani. Pe timp de pace, cazacii de pe Ural asigurau trei regimente de cavaleriști (16 sotnii), o sotnie pentru regimentul de gardă, în total 2.973 de soldați. Cazacii de pe Ural s-au deosebit de restul cazacilor din Imperiul Rus prin aspectul exterior. Ei au refuzat să-și radă bărbile, atitudine specifică pentru credincioșii de rit vechi, deși numărul acestora a scăzut neîncetat chiar și în rândurile lor de-a lungul secolului al XIX-lea.

### Campaniile din Asia Centrală
Cazacii de pe Ural au participat la aproape toate războaiele Rusiei. Două regimente de pe Ural au participat în 1786 la campaniile din Italia și Elveția conduse de Alexandr Suvorov. În timpul Războiului patriotic din 1812, cazacii de pe Ural au trimis două regimente în compoziția armatei de pe Dunăre de sub comanda amiralului Pavel Ciciagov. Cazacii au participat la luptele războiului ruso-turc din 1828 – 1829 și la reprimarea insurecției poloneze din noiembrie 1830. La luptele războiului din Crimeea au participat două regimente de cazaci de pe Ural.
Cazacii funcționau pe post de polițiști de frontieră, controlând deplasarea triburilor nomade de  cazhi în regiunea Uralului. Cazacii de pe Ural au fost implicați în atacurile împotriva Hanatelor   Kokand, Buhara, sau Hiva. Cazacii au ocupat regiunile cu cele mai bune pășuni și au intrat în conflict cu cazahii, ale căror răscoale le-au reprimat în mod violent. Nu este de mirare că în timpul campaniiilor țariste din Asia Centrală, cazacii de pe Ural au asigurat cele mai numeroase efective ale trupelor imperiale ruse. În cultura cazacilor mai dăinuiesc câtece despre faptele de arme din timpul cuceririi Tașkentului și Kokandului. Una dintre străzile din Uralsk/Oral mai poartă încă numele „Cekmenoi”, în cinstea cuceririi orașului Șimkent („Cekmenia” după cum îi pronunțau numele cazacii). 
Cazacii de pe Ural au atacat inițial pe cont propriu posesiunile nogailor, a celor din Hiva, Kokand sau Buhara în același fel în care cazacii zaporojieni atacau posesiunile poloneze sau otomane. Aceste raiduri le asigurau prăzi bogate, cai și „neveste din Hiva” (femei răpite din sânul familiilor lor și folosite pe post de „neveste temporare”). Nu toate raidurile cazacilor au fost încununate cu succes. În timpul raidului din 1605 împotriva orașului Buhara, cazacii au reușit să cucerească capitala, au ucis numeroși localnici și s-au ales cu o pradă foarte bogată. Pe drumul de întoarcere au fost urmăriți însă de trupele hanatului și toți cazacii au pierit de foame și de sete în deșerturile Asiei Centrale..

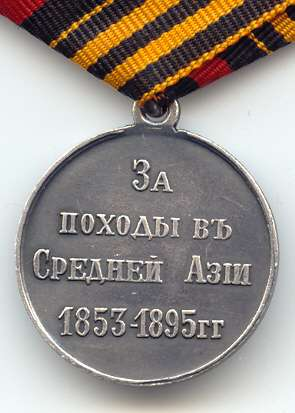
Medalia comemorativă a Campaniei din Asia Centrală

Cazacii de pe Ural au acționat pentru prima oară împreună cu armata regulată în timpul campaniei conduse de prințul Becovici-Cerkassi împotriva Hanatului Hiva  (1714 – 1717). În rândurile celor patru mii de soldați ruși se aflau și aproximativ 1.500 de cazaci de pe Ural. Trupele a pornit din Gurîev, și-au continuat marșul de-a lungul malului răsăritean al Mării Caspice și al fluviului Amudaria. Această campanie a fost o aventură militară inițiată de împăratul Petru cel Mare și s-a încheiat cu un eșec de proporții. Peste un sfert din militarii care au plecat inițial în expediție a pierit din cauza bolilor, căldurii insuportabile sau au pierit de sete. Restul au fost uciși în luptă, sau au fost luați prizonieri și executați, (prntre aceștia aflându-se și prințul Becovici-Cerkassi). Doar patruzeci de cazaci s-au mai reîntors la casele lor. 
După eșecul acestei expediții, guvernatorul general al Astrahanului, Vasili Nikitici Tatișcev, a luat inițiativa plasării unor garnizoane de-a lungul frontierei cu Hanatul Hiva. Cazacii au reușit să convingă guvernul țarist să le permită să păstreze regiunea Iaik sub controlul lor, angajându-se în schimb să construiască din fonduri proprii fortificații de-a lungul frontierei, pe care tot ei să le încadreze cu trupe. Cazacii au construit fortificații și posturi avansate în toată regiunea. Din acest moment, a început serviciul regulat al cazacilor de pe Iaik în slujba guvernului central rus, iar raidurile independente au încetat. 
În din anul următor, guvernatorul general al Orenburgului, V. A, Perovski, a organizat o nouă expediție împotriva Hanatului Hiva. Campania prost pregătită și, deși nu a fost atât de dezastruoasă ca cea de cu un an mai devreme, a intrat totuși în istorie drept „nefericitul marș de iarnă”. Trupa a pierdut cea mai mare parte a cămilelor și cailor în furtunile de iarnă, iar eforturile uriașe pe care au trebuit să le depună oamenii au dus la epuizare și boală. La jumătatea distanței spre Hiva, rușii pierduseră jumătate dintre cei cinci mii de soldați, iar Perovski s-a hotărât să se întoarcă fără să-și atingă ținta. 
La mijlocul anului 1840 a început conflictul cu Hanatul Kokand, odată cu preluarea de către Imperiul Rus al controlului asupra teritoriilor clanurilor cazahe, ceea ce a făcut ca forțele Moscovei să ajungă pe malurile râului Sîrdaria. Sub pretextul protejării noilor supuși cazahi și pentru a preveni luarea lor în sclavie în timpul raidurilor militare inamice, rușii au început să construiască fortificații și să plaseze garnizoane de la vărsarea râului Sîrdaria spre est și de-a lungul râului Ili spre sud-vest. Cazacii au atacat sub comanda guvernatorului general din Orenburg, Vladimir Obrucev, fortărețele Hanatului Kokand: Kumîș-Kuran, Cim-Kuran, Ak-Meceti și Ina-Kuran. După cucerirea întregii regiuni a Turkmenistanului, cazacii au continuat luptele pentru cucerirea Șimkentului și Tașkentului sub comanda lui M. G. Cerniaev, iar mai apoi, sub comanda von Kaufman, au participat la cucerirea orașului Buhara în 1873. 
Cu toate că au participat în mod activ la campaniile din Turkestan, cazacii de pe Ural nu au fost scutiți de represiunile țariste. Atamanul Nikolai Verevkin, cu același zel cu care și-a condus cazacii în luptă în 1873, i-a biciuit pe cazacii de rit vechi în 1874, când aceștia s-au opus serviciului militar obligatoriu. 
Cazacii au participat la ultimele acțiuni împotriva Hanatului Hiva în perioada 1879 – 1881.

### Cazacii de pe Ural în timpul Primului Război Mondial și al Războiului Civil
În secolul al XX-lea, cazacii de pe Ural au participat la războiul ruso-japonez. Regimentele al 4-lea și al 5-lea au făcut parte din vestita Divizie Ural-Transbaikal de sub comanda generalului Pavel Mișcenko. În această perioadă, șeful statului major al diviziei a fost Anton Ivanovici Denikin. Divizia Ural-Transbaikal s-a remarcat prin raidurile îndrăznețe întreprinse în spatele liniilor inamice. În memoria faptelor de arme din acest război, o localitate din vestul Kazahstanului a fost numită „Port Arthur”. 
În timpul luptelor primului război mondial au fost mobilizate pe front nouă regimente de cavalerie (50 de sotnii), baterii de artilerie, un regiment de gardă, 9 sotnii de rezervă și auxiliare și altele. Doar în anul 1917 efectivele lor se ridicau la mai mult de 13.000 de oameni. Pentru curajul și vitejia dovedită în luptă, 5.378 de cazaci de pe Ural au fost decorați cu diferite ordine și medalii. 
După Revoluția din Octombrie, cazacii de pe Ural au suferit aceeași tragedie ca și a restului cazacilor din Rusia. La început ei au adoptat o poziție neutră față de noile autorități bolșevice și de inamicii lor – „albii” – încercând în același timp să-și păstreze modul tradițional de organizare, neacceptând ordinea sovietică.  La început, majoritatea cazacilor, în special cei care se luptaseră pe front, nu s-au împotrivit în mod activ noilor autorități. În fruntea revoltelor s-au aflat de altfel cazacii mai în vârstă și în special credincioșii de rit vechi. 
Rezistența cazacilor a devenit mai intensă odată cu încercările bolșevicilor de a-și impune autoritatea. Regiunea locuită de cazacii de pe Ural a fost bântuită de luptele Războiului Civil Rus. În martie 1918, cazacii au alungat din regiune comitetele revoluționare bolșevice și au distrus trupele trimise să înăbușească rebeliunea lor. În regiunea cursului inferior al râului Ural, cazacii și-au ales în 1919 noii atamani. Generalul-locotenent Vladimir Sergheevici Tolstov a fost ales comandantul cazacilor. Sub conducerea noului comandant, Tolstov, cazacii au format coloana vertebrală a Armatei din Ural (parte a Mișcării Albe), din care făceau parte marile unități conduse de Alexandr Kolceak. Ultima victorie a cazacilor a fost înfrângerea zdrobitoare a Diviziei a 25-a de pușcași (viitoareaa Divizie „Ceapaev”) în lupta de lângă satul Lbișcanskoi. După acest episod, au urmat o serie neîntreruptă de înfrângeri suferite de cazaci pe un front larg, de la Munții Urali până la Marea Caspică. După cucerirea de către „roșii” a orașului Guriev în ianuarie 1920, resturile armatei din Urali de sub conducerea lui Tolstov s-au retras spre Fort-Șevcensko, port la Marea Caspică. Cazacii au încercat să traverseze marea în regiunea Caucazină, unde să-și unească forțele cu cele de sub comanda lui Denikin. Din cei 15.000 de cazaci care au început marșul spre Fort-Șevcenko, după o traversare în condiții foarte grele a regiunii deșertice, pe malul mării au mai ajuns doar aproximativ 2.000 de oameni lihniți de foame și degerați. În momentul în care cazacii au ajuns la Fort-Șevcenko, marșul lor și-a pierdut scopul, de vreme ce „albii” din sudul Rusiei fuseseră zdrobiți deja. Cei aproximativ 600 de cazaci care mai puteau să se deplaseze au plecat mai departe spre Iran, după care s-au împrăștiat în toată lumea. Satele cazacilor de pe Ural au fost puternic depopulate, uneori pierzând până la jumătate din populație ca urmare a pierderilor de pe câmpurile de luptă și a epidemiilor de gripă spaniolă și febră tifoidă. 
Armata cazacilor de pe Ural a fost desființată în 1920. 
În perioada epurărilor staliniste, numeroși dintre cazacii, care nu fugiseră din țară, sau care se reîntorseseră din exil, au căzut victime ale represiunii. Spre deosebire de cazacii de pe Don, din Kuban sau de pe Terek, a căror formațiuni militare au fost reînființate mai înainte de izbucnirea celui de-al doilea război mondial, cazacii de pe Ural au intrat definitiv în istorie după  desființarea organizațiilor lor de către bolșevici. 
Descendenții cazacilor de pe Ural au încercat la începutul anilor ’90 să restabilească oraganizațiile căzăcești. Eforturile acestora de celebrare a celei de-a 400-a aniversări a fondării armatei căzăcești au fost zădărnicite de opoziția kazahilor. Unii dintre urmașii cazacilor de pe Ural consideră că atitudinea autorităților kazahe față de cazaci și, în general, față de ruși, este discriminatorie, dat fiind faptul că armatele cazacilor de pe Don, din Kuban sau de pe Ussuri au primit permisiunea să-și creeze organizații administrative și chiar și militare paralele cu cele ale statului, în vreme ce cazacii de pe Ural au reușit să creeze doar câteva organizații obștești.  Arhivat în 17 aprilie 2009, la Wayback Machine.

## Deportarea cazacilor de pe Ural
Cultura, ritualurile și dialectul cazacilor de pe Ural nu s-au păstrat în regiunea istorică de origine, ci în regiunea Karakalpakstan (Uzbekistan), unde o parte a lor a fost expulzată în secolul al XIX-lea. Motivul acestei prime reașeszări a fost izolarea și mai buna supraveghere a credincioșilor de rit vechi. 
Un al doilea val de expluzări a avut loc în 1875 – 1877. Motivele acestei deportări au fost neacceptarea de către cazaci a noului „Regulament cu privire la servicul militar și de conducere obștească și economică” și rebeliunea cazacilor de rit vechi din 1874. În anul 1875 au fost deportați cazacii de pe Ural de rit vechi, iar doi ani mai târziu au urmat membrii familiilor lor. 

Credincioșii de rit vechi din Karakalpakstan reprezintă un grup etnic care este caracterizat prin apartenența la o etnie (se consideră o populație separată), printr-un etnonim separat, („uralieni”, deși în documentele oficiale, la rubrica „Naționalitate” este înscrisă cea „rusă”), prin locuirea uneui teritoriu bine determinat, prin caracteristici confesionale specifice (creștinism de rit vechi), printr-un dialect specific și prin alte caracteristici specifice precum ocupațiile, costumul popular, bucătăria sau arhitectura. 
Un grup asemănător de credincioși de rit vechi există în regiunea gurii râului Sîrdaria (Kazanlisk).